# Company of Heroes: Opposing Fronts
Company of Heroes: Opposing Fronts или просто Opposing Fronts е самостоятелно допълнение на стратегията в реално време Company of Heroes. Играта е обявена официално на 5 април 2007 г. Opposing Fronts е разработена от базираната в Канада Relic Entertainment и издадена от THQ. Пусната е в продажба в САЩ на 24 септември и на 28 септември в Европа.

## Геймплей

### Система за динамични ефекти на игровата среда
Разширението включва система за динамични ефекти на игровата среда, която се състои основно от ефекти свързани с атмосферното време и плавно преминаване от ден в нощ. В зависимост от това се чува песента на определени видове птици. Въпреки първоначалните сведения обявени от фирмата разработчик, тази система няма влияние върху тактическите аспекти на играта.

### Нови кампании
Opposing Fronts включва две нови кампании – от британска и германска гледна точка. Британската кампания е базирана на превземането на Кан. Включва девет мисии фокусирани върху атаката на английските и канадските части от бреговете „Голд“, „Джуно“ и „Суорд“ към града. Германската кампания е базирана на отблъскването на съюзническите сили по време на операция Маркет-Гардън. Включва осем мисии, при които елитна танкова бойна група разположена във Холандия се сблъсква с най-големия военновъздушен десант в историята.

### Съвместимост
Потребителите закупили Company of Heroes могат да играят срещу потребители закупили само разширението Opposing Fronts. Първите могат да избират да играят с американците или британците срещу Вермахта или елитната танкова бойна група. Вторите могат да избират само между британците и германската танкова дивизия.

### Противници

#### Британската 2-ра армия
Британците са новата съюзническа фракция в играта и основната им сила е изграждането на защитни съоръжения. Те включват окопи и противотанкови съоръжения. Всяко от тях е обвързано с максималния брой възможни за разгръщане войски. Това се прави с цел да не се претрупа картата със защитни съоръжения. Стандартните пехотни единици могат да заемат различна стойка (прави, приклекнали, легнали), което се отразява на скоростта им на придвижване и реакции. За подобряване на ефективността британците разчитат на офицери – капитан, лейтенант и командна версия на танк Кромуел. Базите им са подвижни, а цената за това е спиране на потока на ресурсите. Офицерските единици могат да достигат ветерански статус. С постигането му те получават допълнителни възможности и въздействат по-силно на заобикалящите ги войници.
Британците разполагат с три направления за развитие базирани на известни полкове. Те са:
- Кралска артилерия: този тежък артилерийски полк позволява на играча да използва масиран артилерийски бараж, противоартилерийски обстрел, автоматичен артилерийски обстрел на противник в даден район, позволява разгръщането на мобилна артилерийска установка М7 Прийст и подсилени артилерийски снаряди (на английски: supercharge artillery shots).

- Кралски командоси: в този случай играчът може да избере разгръщане посредством глайдери на командоси, експертни противопехотни единици, и/или леките танкове Тетрарх. Докато глайдерът не бъде унищожен той може да произвежда или възстановява единици. Други възможности включват проследяване движението на противника, прихващане съобщенията на Оста и използване на сигнални ракети. Този полк е базиран на парашутен полк, който участва по време на кампанията в Нормандия и операция Маркет-Гардън. Разработчиците от Relic погрешно наричат полка кралски командоси, които в действителност носят зелени барети. Единиците в играта използват червени такива, а те са част от униформата на кралските морски пехотинци.

- Кралски инженери: този полк позволява на играча да използва три разновидности на танка Чърчил (МкIV, AVRE и Крокодил), подобрява окопите, мобилните щабни машини и позволява окопаване на танковете.

#### Германска елитна танкова бойна група
Елитната танкова бойна група е базирана на смесица от германски части участвали в операция Маркет-Гардън, включително 2-ри СС танков корпус и парашутисти на Луфтвафе (на немски: Fallschirmjager). Цялата кампания е фокусирана върху различни моменти от тази битка.
Германските сили разчитат на скорост и машини. Те не могат да изграждат статични защитни съоръжения, а използват полуверижни машини за задържане на райони и увеличаване притока на ресурси. Основната германска пехота, танковите гренадири, разполага с тежки оръжия като Панцершрек, щурмови винтовки StG44 и минохвъргачки. Те могат да ги използват от вътрешността на полуверижните машини, но тъй като те не разполагат със затворена горна част пехотата в тях е уязвима на противников огън.
Друга уникална възможност на германските части е възстановяването на унищожени машини и танкове с помощта на Бергетигер. Възстановена съюзническа машина се връща под съюзнически контрол, а не на възстановяващия я играч.
Трите направления за развитие на германските части са:
- Опожарена земя: позволява на играчът да изгражда защитни съоръжения (блокиране на пътища, секторна артилерия). Възможно е напълно блокиране или миниране на стратегически точки и използване на самоходна артилерийска машина Hummel. Друга възможност е минирането на сгради.

- Луфтвафе: позволява използването на мобилни противовъздушни установки Wirbelwind, самолети Henschel Hs 129 и парашутисти. Наземните части на Луфтвафе могат да изграждат Flakvierling установки (4х20 мм картечници разположени на един лафет), 88 мм оръдия и разполагане на бомби тип пеперуда (на английски: Butterfly Bomb).

- Противотанкови части (на немски: Panzerjager): позволява на играча да използва унищожители на танкове Ягдпантер и Hetzer, и подобрява възможността на пехотата да открива и унищожава противникови танкове. Танковите гренадири получават достъп до противотанкови мини Tellermine, а отрядите са снабдени с два Панцершрек.

## Германска кампания: Операция Маркет-Гардън

#### Волфхезе
Ученията на бойна група Лер във Волфхезе са прекъснати от съюзническите парашутисти спускащи се от небето. Германците използват всички налични войници и средства, за да отблъснат първата вълна на атаката. След успешното сражение командирът на бойната група генерал-майор Вос и братята Алдрих и Волфганг Бергер намират плановете на цялата операция в британски глайдер.

#### Остербек
Като част от фаза Маркет британската 1-ва военновъздушна дивизия прави опит да овладее мостовете на Рейн при Остербек и Арнем. Целта на бойна група Лер е да пресрещне британските парашутисти преди да достигнат Арнем, да унищожат моста при Остербек и да отблъснат всички нападения на съюзническите сили.

#### Магистрала към ада
От изключителна важност за съюзническата операция е настъплението на британския 30-и корпус по магистрала 69, която става известна като Магистрала към ада. Целта на това настъпление е подпамагане на спуснатите парашутисти. Бойна група Лер е прехвърлена край Валкенсваарт, като тяхната задача е да окупират града и да забавят настъплението на 30-и корпус.

#### Прочистване
След успешното забавяне на частите на британския 30-и корпус при Валкенсваарт и Бест, бойна група Лер е натоварена със задачата да унищожи всички останали в Холандия противникови сили. Първата задача е да се овладее Арнем и мостът там, главната цел на Съюзниците. Втората задача е връщане на контолът над Валкенсваарт. В последната мисия от кампанията целта е сломяване на съпротивата на последните парашутисти в Остербек. От двамата братя Алдрих умира в битката. Той се разполага в случайно избран отряд и ако този отряд бъде унищожен, войник съобщава за неговата смърт.
Епилогът на играта разкрива, че другият брат Волфганг живее във възстановеното семейно имение Берчер до смъртта си през 1989 г.

## Британска кампания: Освобождението на Кан

### ДенД+1
Кампанията започва с 3-ти батальон момчетата на Будика напредват по пътя към град Аути. Те са атакувани от засада от елементи на германския 2-ри танков корпус. Командирите на батальона, майор Блекмор и капитан Кътинг нареждат отстъпление. След като унищожава атакувалата го част батальона бомбардира града и унищожава останалите германски войници.

### Операция Епсом
След първоначалният неуспех британските части се прегрупират, за нов опит да превземат Кан. 3-ти батальон и кралският шотландски инженерен полк получават задачата да овладеят мостовете над Одон и да превземат хълм 112. Под прикритието на масиран артилерийски бараж хълмът е превзет и кралския шотландски полк заема позиции там със задачата да го укрепи.

### Операция Уиндзор
Летището в Карпике е следващата цел на 3-ти батальон. Под прикритието на нощта кралските командоси се приземяват близо до летището, а в същото време кралските канадски стрелци атакуват с леки танкове и пехота, под прикритието на артилерийски обстрел от кралските шотландски инженери. Командосите унищожават германския щаб в района и атакуват германските защитни позиции край летището. В същото време се открива, че летището все още се ползва.
На следващата сутрин германците започват атака срещу канадските позиции, но са отблъснати. Съюзническите войски атакуват летището и го овладяват след като прочистват хангарите. Докато Кътинг изпраща съобщение на кралския шотландски полк, той и майор Блекмор разбират, че хълм 112 е атакуван.

### Операция Юпитер
Германските части правят опит да си върнат хълм 112. През нощта те атакуват с тежки танкове и щурмови отряди в опит да разбият защитаващия го полк. С помощта на танкови части на 3-ти батальон шотландците успяват да запазят контолът си над хълма. По време на тази мисия капитан Кътинг е случайно разположен в един от отрядите. Ако той е унищожен един от войниците възкликва Cutting's down, get a medic!, докато друг отговаря "He's ****** sir!".

### Операция Чарнуд
3-ти батальон заедно с рота C-Coy навлиза в града след като е бомбардиран предната нощ. Вместо унищожени германски части, те ги откриват силно окопани. 3-ти батальон атакуват и осигуряват част от Кан, очаквайки германците да отстъпят.
Изпратената разузнавателна част докладва, че германците все още са в града и навсякъде са поставени мини, снайперисти и картечници. Батальонът заедно с кралския шотландски полк атакуват, превземат Канската катедрала и три други важни точки.
Същата нощ 3-ти батальон се окопава и защитава срещу германската контраатака осъществена от тежки танкова и елитна пехота.

### Операция Гудуд
След превземането на Кан 3-ти батальон е изпратен на юг. Те пристигат в Боургебус с рота B-Coy и след като унищожават батарея 88 мм оръдия, те унищожават остатъците на 2-ри СС танков корпус. 3-ти батальон са наградени с почивка, а 2-ри батальон продължават настъплението.
Кампанията завършва с кратък епизод в края на войната посветен на майор Блекморе, който умира през 1983 г.